# Irving Leonard
Irving Leonard (28 de diciembre de 1915-13 de diciembre de 1969) fue un asesor financiero estadounidense de las estrellas de cine de Hollywood de la década de 1950 y 1960 y productor asociado de cine.

## Carrera
Leonard comenzó como contador de costos en Washington D. C. y luego se mudó a la industria del cine. Entre sus clientes más notables fueron James Garner y Clint Eastwood. Podría decirse que fue el más responsable del lanzamiento de la carrera de Eastwood a fines de la década de 1950 y en la década de 1960, y que Eastwood describió como "un segundo padre para mí". Leonard, descrito por Richard Schickel como "un hombre pequeño y fastidioso" y una "calculadora de rayos", asesoró estrechamente a Eastwood sobre sus finanzas, sus movimientos profesionales e incluso sus compras personales, como automóviles y casas, desde mediados de la década de 1950 hasta su planificación de la película. Play Misty for Me en el invierno de su muerte en 1969, debut como director de Eastwood. Fue Leonard quien hizo los preparativos para establecer The Malpaso Company de Eastwood para el filme Hang 'Em High en 1967, usando las ganancias de la Trilogía del dólar. Leonard se había desempeñado como presidente de Malpaso Company y productor asociado de las películas de Eastwood desde Hang 'Em High hasta su muerte.
Patrick McGilligan, quien escribió una biografía de Eastwood en 1999, describe a Leonard de la siguiente manera:

"Durante el flujo y reflujo de agentes, Leonard y Frank Frank Wells asumieron la negociación de los contratos de Clint. Juntos fueron pioneros en cláusulas únicas, incluida la estructuración de las ganancias de Clint para evitar pagar impuestos indebidos ... Leonard era alguien de la tradición familiar de Eastwood que hacía hincapié en el ahorro, la inversión prudente y la consolidación a largo plazo. Se especializó en la creación de fondos de pensiones y de pensiones para sus clientes. Y, sobre todo, Leonard fue astuto al idear beneficios y bonificaciones contractuales imaginativas, los perdiems y los extras que Clint vería cada vez más como la guinda indispensable del pastel. Se esperaba que los clientes de Leonard le entregaran todos sus cheques de salario y le permitieran manejar el cien por ciento de sus transacciones comerciales. Notoriamente frugal, luego repartió asignaciones personales a los clientes que se aplicaron estrictamente ... Y a él [Eastwood] le encantó el hecho de que Leonard era un pitbull sobre el dinero, más de un tacaño que "

Leonard murió poco antes de la Navidad de 1969, a los 53 años. Los amigos de Eastwood dicen que nunca estuvo tan devastado en su vida como cuando escuchó la noticia de la muerte de Leonard. Leonard había empleado a dos contadores, Roy Kaufman y Howard Berstein, quienes después de su muerte formaron una nueva entidad, Kaufman y Bernstein Inc., y continuaron manejando la cartera de Eastwood.